# Contraofensiva ucraniana (2023)
A contraofensiva ucraniana de 2023 foi uma larga contraofensiva militar lançada pelas Forças Armadas da Ucrânia contra posições russas nos oblasts de Donetsk, Quérson e Zaporíjia, no sul e leste da Ucrânia, no âmbito da invasão da Ucrânia pela Rússia de 2022.
O planejamento ucraniano para a contraofensiva começou em fevereiro de 2023, com a intenção original de lançá-la em março. No entanto, vários fatores, incluindo o clima e entregas tardias de armas à Ucrânia, atrasaram a contraofensiva para o começo de junho. Durante esse período, a Ucrânia acumulou seus recursos militares, enquanto também integrava recursos cruciais do Ocidente, incluindo tanques Bradley, Leopard 1 e M1 Abrams. Enquanto isso, as forças russas criaram uma extensa infraestrutura defensiva, incluindo valas, trincheiras, posições de artilharia e minas terrestres, com os ucranianos sofrendo uma dura resistência.
A contra-ofensiva foi amplamente considerada um momento importante na guerra enquanto estava em andamento. As autoridades ucranianas alertaram que ela levaria tempo e que o número de baixas seria elevado.
Quase cinco meses após seu início, em novembro de 2023, figuras proeminentes na Ucrânia e analistas Ocidentais começaram a avaliar abertamente a ofensiva ucraniana como um fracasso, especialmente a nível operacional. Os objetivos iniciais de alcançar o Mar de Azov e dividir em dois o agrupamento russo no sul da Ucrânia não foram alcançados e havia uma preocupação crescente de que tal avanço não ocorreria em 2023.

## Antecedentes
Durante a invasão em grande escala da Ucrânia pela Rússia, que começou em 24 de fevereiro de 2022, as forças russas conseguiram ocupar as regiões do sudeste da Ucrânia, cortando o acesso da Ucrânia ao Mar de Azove e estabelecendo um corredor terrestre para a Crimeia, que foi anexada pela Rússia em 2014, criando uma segunda linha logística para as tropas russas na Crimeia, além da ponte da Crimeia.
Após as contraofensivas de Quérson e Carcóvia no final de 2022, os combates nas linhas de frente estagnaram em grande parte, com os combates concentrados principalmente na cidade de Bakhmut durante o primeiro semestre de 2023. Enquanto isso, a Rússia construiu linhas defensivas de mais de 800 km como preparação para uma contraofensiva ucraniana, a principal denominada pela mídia como "Linha Surovikin".

## Prelúdio
Nos dias que antecederam a contraofensiva ucraniana, as Forças Armadas da Ucrânia realizaram "operações de preparação" para testar as defesas russas nos territórios ocupados da Ucrânia. Em 3 de junho de 2023, Volodymyr Zelensky, presidente da Ucrânia, afirmou que a Ucrânia estava pronta para lançar uma contraofensiva. No dia seguinte, autoridades ucranianas declararam um "silêncio operacional" para não comprometer as operações militares. Em 6 de junho, a represa de Kakhovka foi rompida, causando inundações em áreas ao redor do rio Dnipro e reduzindo o abastecimento de água para a Crimeia. Conforme a contraofensiva começou, as Forças Armadas Russas bombardearam Quérson, onde os socorristas estavam evacuando os moradores afetados pelas inundações.

### Operações pré-contraofensiva

#### Frente Sul
A partir de 3 de junho, a 37.ª Brigada de Fuzileiros Navais da Ucrânia iniciou uma ação ofensiva lenta, porém consistente, ao redor do assentamento da linha de frente de Novodonetske, no Oblast de Donetsk. Sem apoio blindado, os fuzileiros navais conseguiram repelir o Batalhão Vostok da milícia popular da RPD, principalmente por meio do uso de artilharia. O avanço ucraniano foi ainda auxiliado pelo uso de veículos blindados de transporte de pessoal (VBTP) para transportar rapidamente os fuzileiros navais para a linha de frente e, em seguida, retirá-los do alcance da artilharia russa. A Ucrânia obteve mais avanços táticos limitados em 4 de junho, no oeste do Oblast de Donetsk e leste do Oblast de Zaporíjia, incluindo o nordeste de Rivnopil.
Em 5 de junho, os blogueiros militares russos relataram ações ofensivas ucranianas aceleradas no leste da Ucrânia, concentradas na área de Novodonetsk, entre Vuhledar (local de uma batalha em andamento) e Velyka Novosilka, no sul do Oblast de Donetsk. As forças ucranianas fizeram avanços a sudoeste de Velyka Novosilka e noroeste de Storozheve. Embora os oficiais ucranianos tenham permanecido em grande parte em silêncio sobre o assunto, havia especulações de que essas ações ofensivas fossem o início da aguardada contraofensiva. Um militar nomeado pelos russos no Oblast de Zaporíjia disse que os ucranianos tinham como objetivo romper as linhas russas e alcançar o Mar de Azove. Entre 6 e 7 de junho, as forças ucranianas realizaram novos contra-ataques no leste de Zaporíjia e oeste de Donetsk.

#### Bakhmut
Em maio de 2023, as forças ucranianas estavam envolvidas em contra-ataques "localizados" nas áreas adjacentes a Bakhmut, como parte de seu esforço para tomar a cidade. Em 12 de maio, as forças ucranianas expulsaram os russos da margem sul do Reservatório de Berkhivske, cerca de 4 quilômetros a noroeste de Bakhmut. A Ucrânia afirmou ter obtido mais avanços entre 16 e 18 de maio de 2023, afirmando ter liberado 20 quilômetros quadrados no norte e sul dos subúrbios de Bakhmut.
A partir de 5 de junho, as forças ucranianas se envolveram em contra-ataques em larga escala na cidade de Bakhmut e seus arredores. Naquele dia, foi relatado que as forças ucranianas haviam retomado parte da vila de Berkhivka, ao norte de Bakhmut. As forças ucranianas afirmaram ter avançado ainda mais nas áreas adjacentes a Bakhmut, de 200 a 1.600 metros em direção a Orikhovo-Vasylivka e Paraskoviivka, ao norte, e de 100 a 700 metros perto de Ivanivske e ao redor de Klishchiivka, no sudoeste. Um oficial militar ucraniano disse que os ucranianos haviam avançado de 300 metros a um quilômetro nas áreas adjacentes ao norte e sul de Bakhmut. Em 6 de junho de 2023, foram relatados novos contra-ataques ucranianos perto de Berkhivka, e a Ucrânia afirmou ter obtido mais avanços de 200 a 1 mil metros perto de Bakhmut em 7 de junho.

## Baixas

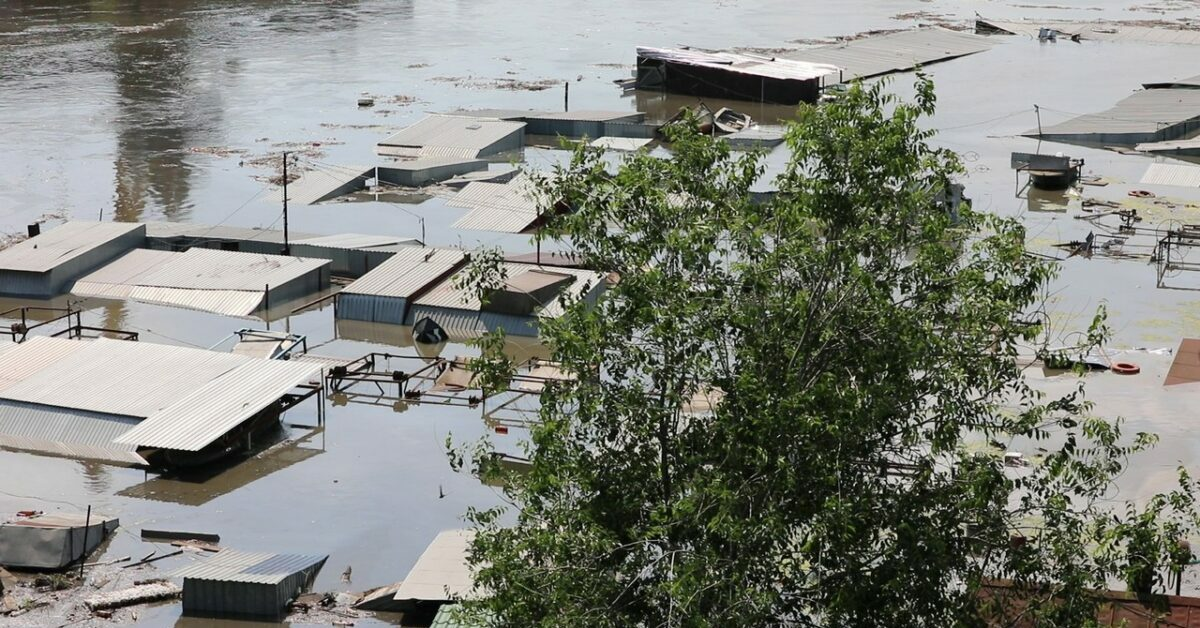
Casas inudandadas no oblast de Quérson, resultado da destruição da barragem de Kakhovka.

Em 14 de junho, autoridades ocidentais disseram que a Ucrânia estava sofrendo baixas significativas em sua abordagem às principais linhas de defesa russas, observando que tais perdas não eram inesperadas para as forças atacantes. O General de brigada ucraniano Oleksandr Tarnavskyi escreveu no Telegram: "As perdas inimigas em mortos e feridos ultrapassaram mais de quatro companhias". Enquanto isso, o Ministério da Defesa do Reino Unido afirmou que tanto as forças russas quanto as ucranianas estão sofrendo "altas baixas" na área sul dos combates, afirmando ainda que as baixas russas eram as mais altas desde o pico dos piores combates em Bakhmut em março de 2023. Enquanto isso, as agências de notícias russas independentes, Mediazona e Meduza, conduziram uma investigação conjunta para avaliar as baixas usando o método estatístico de mortalidade em excesso. As duas agências confirmaram mais de 27 mil soldados russos mortos até 7 de julho.
O Ministro da Defesa russo, Sergei Shoigu, anunciou que as forças ucranianas sofreram 26 mil baixas e perderam 1.244 tanques. O ISW avaliou tal afirmação como "improvável", já que até os milbloggers russos acusaram Shoigu de inflar drasticamente as baixas para mostrar a competência militar russa antes da cúpula de Vilnius da OTAN em 2023. O The New York Times relatou que as perdas de equipamento da Ucrânia chegaram a 20% no início da ofensiva. Isso forçou a Ucrânia a mudar táticas para focar mais em ataques de artilharia e mísseis baseados em desgaste contra posições russas, reduzindo a taxa de perda para cerca de 10%.

## Análise
Em 9 de junho, o Instituto para o Estudo da Guerra (ISW) avaliou que havia confusão no espaço de informações russo sobre quem estava realmente no comando das operações defensivas. Houve especulações de que Alexander Romanchuk, Mikhail Teplinsky, Sergey Kuzovlev ou Valery Gerasimov poderiam ser o comandante do distrito, e o ISW avaliou que "provavelmente há comandantes sobrepostos". O ISW também avaliou que a Ucrânia ainda não havia mobilizado todas as suas reservas e equipamentos ocidentais para a contraofensiva até 9 de junho, e que as perdas materiais sofridas até aquele ponto não necessariamente afetariam o curso da contraofensiva.
Autoridades ocidentais alertaram sobre a alta dificuldade e duração esperadas da contraofensiva para a Ucrânia. Militares ocidentais anônimos que falaram ao The Guardian em junho de 2023 sugeriram que provavelmente haverá "uma guerra custosa e exaustiva por muitos meses pela frente", pois "eles [a Ucrânia] estão enfrentando uma linha bem preparada que os russos tiveram meses para preparar". No mesmo mês, o Secretário de Defesa dos EUA, Lloyd Austin, e o Presidente do Estado-Maior Conjunto, Gen. Mark Milley, alertaram que esperam uma luta longa e "a um alto custo".
A CNBC opinou que o início da contraofensiva foi considerado "decepcionante" por alguns, mas observou que as ações ucranianas até 15 de junho foram ataques exploratórios e não a fase principal da contraofensiva. As operações militares foram realizadas para avaliar as defesas russas, identificar os pontos mais fracos e garantir cabeças de ponte adequadas para a força principal ucraniana, uma vez que eles haviam se preparado para a contraofensiva meses antes. Mykhailo Podolyak, conselheiro do Escritório do Presidente da Ucrânia, expressou uma descrição semelhante em 15 de junho, anunciando que a contraofensiva ainda não havia começado e que todos os combates até aquele momento eram ações preliminares de sondagem, e que o principal avanço ucraniano ainda está por vir. Konrad Muzyka, analista militar sediado na Polônia, afirmou que até 15 de junho, apenas 3 das 12 brigadas ucranianas preparadas para a contraofensiva haviam sido vistas em combate no sudeste.

## Resultados
Cerca de cinco meses após o início da contra-ofensiva, as forças ucranianas capturaram 370 km² de território, menos de metade da quantidade que a Rússia capturou no início do ano. Também conduziram uma série de ataques bem-sucedidos à Península da Crimeia ocupada pela Rússia e contra a frota russa do Mar Negro. Contudo, eles falharam em alcançar a estratégica cidade de Tokmak e também falharam em romper a Linha Surovikin para efetivar o provável objetivo inicial de chegar ao Mar de Azov para dividir as forças russas no sul da Ucrânia. O então comandante-em-chefe das forças armadas ucranianas, o general Valerii Zaluzhnyi, declarou no início de novembro de 2023 que a guerra havia chegado a um "impasse".

## Reações
- Rússia
  - O presidente russo, Vladimir Putin, sugeriu que, em resposta à contraofensiva, ele poderia ordenar que as tropas russas "criassem em território ucraniano uma espécie de zona sanitária a uma distância da qual seria impossível alcançar nosso território [anexado]".[71] Tanto Putin quanto Zelensky rejeitaram o plano de paz da delegação africana que visitou a Rússia e a Ucrânia em junho de 2023.[72] O presidente Putin disse em 21 de junho: "Curiosamente, no momento estamos vendo uma certa calmaria... Isso se deve ao fato de que o inimigo está sofrendo perdas graves, tanto em pessoal quanto em equipamentos."[73]
  - O ministro da Defesa russo, Sergei Shoigu, afirmou em 20 de junho que a contraofensiva começou em 4 de junho e, desde então, a Ucrânia lançou 263 ataques às posições russas, todos sem sucesso, e que as forças russas não perderam território nem assentamentos. A declaração, que é diretamente contraditória às informações publicamente disponíveis, foi avaliada pelo ISW como "equilibrada" e uma adaptação à estratégia de comando russa após o caos no espaço de informações russas durante as contraofensivas de Carcóvia e Quérson em 2022.[74]
- Ucrânia
  - O presidente ucraniano, Volodymyr Zelensky, disse à BBC em 21 de junho que a ofensiva está "mais lenta do que o desejado", que "algumas pessoas acreditam que isso é um filme de Hollywood e esperam resultados imediatos. Não é assim", e que "[a Ucrânia] avançará no campo de batalha da maneira que considerarmos melhor".[75]
  - A vice-ministra da Defesa da Ucrânia, Hanna Maliar, disse em 20 de junho que "é incorreto avaliar a eficácia das ações militares apenas por quilômetros ou pelo número de assentamentos libertados".[76]
- Organização do Tratado do Atlântico Norte
  - O secretário-geral da OTAN, Jens Stoltenberg, pediu mais ajuda militar ocidental para o exército ucraniano, para que ele possa continuar a contraofensiva contra a Rússia.[77]